# Samodzielny Publiczny Zakład Opieki Zdrowotnej MSWiA w Kielcach
Samodzielny Publiczny Zakład Opieki Zdrowotnej Ministerstwa Spraw Wewnętrznych i Administracji w Kielcach im. św. Jana Pawła II (SP ZOZ MSWiA) – publiczna placówka medyczna znajdująca się w Kielcach przy ulicy Wojska Polskiego.
Placówki medyczne znajdujące się przy ul. Wojska Polskiego 51 (w tym szpital MSWiA) zwyczajowo nazywane są Polikliniką.

## Historia
Pierwotnie powstały w 1948 roku szpital MSWiA znajdował się w Kielcach przy ul. Ogrodowej. Stary obiekt nie spełniał już jednak wszystkich wymogów, dlatego podjęto decyzję o budowie nowego obiektu, tym razem przy ul. Wojska Polskiego, która miała miejsce w latach 2017–2021. W 2022 roku otwarto nowy blok operacyjny, natomiast w 2023 roku uruchomiono trzeci na terenie Kielc SOR.
29 września 2023 roku odbyły się uroczystości 75-lecia placówki.

## Komunikacja miejska
Do szpitala MSWiA można dojechać liniami 24, 33 i 108 (przystanek Wojska Polskiego Poliklinika).